# Nick Robinson (origamiste)
Pour les articles homonymes, voir Nick Robinson.
Nick Robinson (né le 8 janvier 1957 à Burnham-on-Sea, Angleterre) est un origamiste britannique. Il est membre honoraire de la British Origami Society.
Il a plié de nombreux projets variés, mais en particulier des contenants, des masques et des designs simples. Il a également publié de nombreux livres d'origami.
Il donne des cours d'origami, vend des designs sur-mesure. Avant de s'intéresser à l'origami, il était musicien professionnel.